# 謝建平
謝建平，台灣政治人物，曾被称为「台灣最後叛亂犯」。

## 簡歷
謝建平，1965年生於台南大內區，世界新專三專編採科畢業，中興大學公共行政研究所研究，中華科技大學建築研究所都市更新碩士，臺北教育大學台灣文化研究所碩士。
1985年，進入世界新專就讀，開始在黨外政論雜誌以「謝灣立」為筆名發表文章。
1986年初，獲世新文學新詩首獎、散文第二名。八月，以新詩「殖民記事」獲得第八屆鹽分地帶文學新詩獎。
1988年初，以「芒果落地」報導獲世新文學獎報導文學第一屆首獎。隨即以「車站」一詩獲全國學生文學新詩獎。1988年520臺灣農民運動时，率領世新學生於立法院包圍抗議。該日黃昏見情勢逐漸失控，為學生安全著想，乃逕自率眾離開解散，所幸該運動世新無一人受傷或遭逮捕。為此，為執政當局視為眼中釘，該學年無法如期畢業，延畢一年。
延畢確定，於六月初經摯友陳維都引介，進入內幕報導擔任記者，兩個月後主編出缺，隨即升任。
十月，陳維都因出版「十月十日郝家軍攻占總統府？」，遭以「懲治叛亂條例」第六條文字叛亂罪通緝，除掩護其躲藏在九份山區逃避黨國特務追緝，毅然轉任當時發行量及影響力最大的民進周刊，正式公開挑戰中國國民黨當局。未久，又升任主編、編輯主任兼採訪主任，持續對國民黨及以郝柏村為首的「郝家軍」展開一連串的對抗。
1989年世新順利畢業，世新某授課老師（國民黨新聞黨部高層）誘以轉學考安排及重金招安，為該年三合一大選國民黨文宣戰出謀輔選。嚴拒之後所有插班考全部落榜，服役之途確認後，乃於九月初將其新詩創作，結集出版台灣第一本獨派新詩集「台灣國」，隨即遭判定查察列為禁書，不得發行。九月中入伍服役，中心為後山台東卑南太平，台南兵在台東入伍亦是一絕。十月一日尚在新訓中心期間，遭國防部以其在民進周刊任職期間撰寫之報導，以「懲治叛亂條例」第六條文字叛亂罪移送法辦（七年以上至無期徒刑）。
十月下旬結訓，禍及同梯兩百餘名大專兵，無一被選兵，全部以抽籤分發，其中八成以上為澎湖金門馬祖外島，其抽中馬祖莒光指揮部，隔日即從台東搭火車北上，晚上十時才抵基隆韋昌嶺。昱日午飯後立即集合開拔至碼頭，夜泊後次日黃昏輾轉抵莒光。
初期分發至一線據點，陰錯陽差連長放假，被指揮部工程組某屆退充員兵從新兵資料中相中，直接以電話記錄下達短期支援。因其發現興建之西莒樂道澳水庫虛編工資費用高達兩千六百多萬（實際上全部由軍人施工），作假帳貪汙事證明確，俟連長由台返馬收假才驚覺事態嚴重，立即回報高層，於是遭構陷送輔訓隊管訓一個月餘。
管訓結束，該軍方貪汙共犯一干人等仍未安心，又原先之叛亂案持續傳喚出庭。相關人等為邀功或受命於國防部高層，乃於1990年2月2７日其生日當晚，設局誘其於宵禁時間請假送酒醉屆退老兵離開哨所，再以准假者官階太低，不符核准資格為由，直接以擅離職守，在前線地區屬「敵前抗命」，以「戰時軍律」唯一死刑收押禁見。時年二十五歲，為台灣最後一位為主張台灣獨立被以死刑收押的政治犯。
消息傳回台灣，輿論譁然。台灣人權協會動員國際特赦組織、亞洲新聞人協會、民主進步黨立院黨團全力救援。後因李登輝欲提名郝柏村出任行政院長，欲將尚在獄中之政治犯全部釋放，並對所有政治犯特赦、復權，以求民主開放之名，故本案以不起訴處分。出獄後繼續服役，至1991年七月底退伍返台。
退伍後與陳維都、陸之駿等人籌組選舉專家辦公室，協助民進黨1991年底國大代表選舉。隨後進入民進黨中央黨部，任文宣部執行幹事代理副主任。
1992年底，協助顏錦福參選台北市南區立法委員，擔任執行副總幹事兼文宣主任。顏錦福當選後，隨其進入立法院擔任其辦公室主任及特別助理。揭發震驚朝野的「女秘書被調查局官員強暴案」，迫使法務部長馬英九與調查局長吳東明，在立法院公開向全國婦女同胞道歉，創台灣內閣官員向社會公開道歉首例。後又揭發電信總局（中華電信）類比式第一代行動電話「大哥大百億貪汙弊案」，相關官員數十人被移送法辦，或判刑入獄或解職丟官。
1994年民進黨提名參選台北市議員（大安、文山），落選後陸續擔任陳昭南、林瑞卿等多位民進黨立委特別助理。
2000年陳水扁當選總統，民進黨取得執政權後，自認階段性目標完成，乃轉任民間高農蛋品公司總經理，並擔任首屆「台灣優良蛋品cas協會」理事長，負責優良洗選蛋品的推廣，提升食品安全。
2002年底，因早先時知悉總統府某高層家臣貪污而結怨，不見容於府內眾高層派系，揚言全面封殺其以民進黨籍参選的機會，於是改以台灣團結聯盟參選台北市議員（中正、萬華），唯再度高票落選。
2003至2014年遠離政壇，鮮少介入政治活動，全心在建築業研究都市更新，並跨域取得建築研究所都更碩士，兼任講師教授都更協調方法及法規。
2014年再度以台灣團結聯盟參選臺北市議員，又再度落選，乃全心研究台灣人文與建築之相互關聯，為往後台灣文化作更深沉的奠基，故暫時離開政壇，唯文學創作不斷。
2023年10月出版「槍下」現代詩集。自傳體小說「外島戰犯」撰寫中。
2024年「槍下」詩集獲得台灣現代詩人協會首屆「2024陳千武文學獎」。